# Classe Lebed
La classe Lebed est une classe de navire de débarquement aéroglisseur russe.